# 建和 (南涼)
建和（けんわ）は、五胡十六国時代、南涼の君主禿髪利鹿孤の治世で使用された元号。400年正月 - 402年3月。

## 西暦・干支との対照表
| 建和 | 元年  | 2年   | 3年   |
| 西暦 | 400年 | 401年 | 402年 |
| 干支 | 庚子  | 辛丑  | 壬寅  |